# Navadna krastača
Navadna krastača (znanstveno ime Bufo bufo)  ali evropska krastača je zelo razširjena vrsta krastač. 
Navadne krastače niso posebno zahtevne glede svojega okolja, zato je razširjena v vseh koncih Evrope, razen Irske, severa Finske in nekaterih sredozemskih otokov; naseljujejo celo južnejša področja v Sibiriji in dele severozahodne Afrike. 
Od drugih brezrepih dvoživk krastače loči vlažna in bradavičasta koža, ki je pri navadni krastači rumenkaste ali rumenkastorjave barve s pogostimi temnimi pegami. Zaradi šibkejših zadnjih krakov lahko skočijo le nekaj centimetrov. Samica je opazno večja od samca in lahko zraste do 18 cm, medtem ko samec le do 10 cm. Za samozaščito poleg varovalne barve in napihovanja uporabljajo tudi strup, imenovan bufagin, ki ga v nevarnosti izločijo iz obušesne žleze. Strupeni mlečnat izloček lahko manjšim živalim povzroči pekoče vnetje, celo mišične krče, srčne in dihalne težave. 
Krastače večino leta preživijo na kopnem (skrivajo se pod kamni, listjem in v zemeljskih jamah), le v zgodnji pomladi, marca in aprila, se iz gozdov, kjer prezimujejo, napotijo k stalnim mrestiščem v vodi. Tu med parjenjem izležejo na tisoče jajčec v mrest v obliki zdrizaste, več metrov dolge vrvice, navite na vodno rastlinje. Iz jajčec se v 12-18 dneh izvalijo paglavci. Največja nevarnost na poti je prečkanje cestišč. Zaradi počasnega in okornega premikanja ogromno krastač povozijo avtomobili in druga vozila. Da bi krastače zaščitili, so v številnih evropskih državah na nekaterih kritičnih točkah postavili posebne podhode pod vozišči ali uvedli organizirane skupine prostovoljcev, ki različne dvoživke v vedrih prenašajo čez cesto.
Prehranjujejo se s polži, ličinkami, žuželkami in različnimi črvi. Večje krastače lahko požrejo tudi manjše vretenčarje. Plen lovijo z dolgim lepljivim jezikom, ki je priraščen ob sprednjem robu ust. Pri požiranju si pomaga z očesnim zrklom, ki se pogrezne v ustno votlino in potisne zalogaj naprej. Po navadi lovijo ponoči in so najbolj aktivne v vlažnem vremenu.
Oglašajo se s tresočim se »irrrrr« ali tihim lajajočim »oek«.
V evropski kulturi so bile krastače pogosto uporabljene kot prispodoba za hudobna bitja in so jih povezovali s čarovnicami.